# Catene (Venezia)
Catene è una località del comune di Venezia, situata nella terraferma e compresa nella Municipalità di Marghera.

## Geografia fisica
Catene è ormai parte integrante della conurbazione di Marghera, sorgendo tra gli abitati di Chirignago (a nord), Marghera (ad est) e Villabona (ad ovest).
Il rione è stretto fra la ferrovia Venezia-Padova (che qui si raccorda alla ferrovia Venezia-Trento), l'A57 Tangenziale di Mestre e la SS 309 "Romea".

## Storia
L'origine del toponimo è ancora incerta: secondo l'Olivieri è da ricollegare al veneto cadìn o caìn "canale di scolo", in riferimento al territorio, un tempo barenoso; oppure, sarebbe una storpiatura di Ca' Zen o Ca' Den, da avvicinare ad una famiglia di proprietari terrieri; le ipotesi più popolari lo fanno derivare dalle catene di ferro utilizzate per delimitarne il territorio, oppure dalle carene delle barche che la collegavano a Venezia.
I reperti più antichi risalgono all'età romana, ma il toponimo Botenigo, indicante la palude a sud di Catene, compare per la prima volta in un documento del 997. Per tutto il medioevo, comunque, la zona risulta scarsamente popolata per la presenza di acquitrini e boschi umidi. L'ultimo rimasuglio di questo ambiente fu abbattuto durante l'ultimo conflitto.
Solo dal XV secolo si hanno riferimenti sull'abitato di Catene. Durante la Serenissima l'area fu recuperata con l'erezione di alcune ville signorili.
Costituì una frazione del comune di Chirignago fino al 1926, anno in cui quest'ultimo fu soppresso e inglobato a Venezia.
Durante la seconda guerra mondiale, Catene fu bombardata da due incursioni degli Alleati (1943 e 1944), vista la vicinanza alla ferrovia e a Porto Marghera. Gli attacchi provocarono in tutto 51 morti e rasero al suolo la vecchia chiesa.

## Monumenti e luoghi d'interesse

### Chiesa parrocchiale
Si sa che il territorio, compreso nella diocesi di Treviso sino al 1927, dipese almeno dal 1521 dalla pieve di Chirignago. Nel 1916 l'arciprete di Chirignago, col consenso del vescovo Andrea Giacinto Longhin, decise di costruire un oratorio da dedicare a Maria Immacolata Causa della nostra Salute per le esigenze religiose della sempre più popolosa Catene. L'edificio, innalzato tra il 1923 e il 1926, venne distrutto dai bombardamenti della seconda guerra mondiale, ma fu prontamente ricostruito. Divenuto sede di parrocchia nel 1953, esso venne in seguito sostituito da una vera e propria chiesa, iniziata nel 1963 e terminata nel 1980. Il vecchio oratorio è stato sconsacrato e ora è utilizzato come sala polivalente.

### Palazzetto Cecchini
Pur essendo stato recuperato da un restauro, l'edificio soffre della recente espansione urbana che ha pressoché eliminato lo spazio verde esterno e le adiacenze.
Poco si sa della storia di questo edificio: già attestato come proprietà Cecchini-Pieropan e oggi dei Bottazzo, presenta un impianto tardo-cinquecentesco, anche se la costruzione dovrebbe essere collocata nel secolo successivo. La facciata principale, esposta, come di consueto, a sud, è simmetrica e scandita da una serie regolare di aperture. Da ricordare gli elementi decorativi della facciata, ripristinati dopo l'ultimo intervento.

### Palazzetto Mauro
Il modesto edificio, risalente al XVII secolo e in grave stato di abbandono, è accompagnato da una barchessa profondamente manomessa e da ciò che resta di una costruzione adiacente e di una cinta muraria. Tutto ciò fa pensare a un complesso in origine ben più vasto il cui disegno è andato però perduto.